# Thomas Müller (sportiv)
Thomas Müller (n. 5 martie 1961, Aschaffenburg, Bavaria, Germania) este un sportiv ce a reprezentat Germania, medaliat olimpic. A participat la 2 ediții ale Jocurilor Olimpice (1984, 1988) în care a câștigat o medalie de aur.